# Usserød Klædefabrik
Usserød Klædefabrik (også kendt under navnet Den Kongelige Klædefabrik) blev oprindelig anlagt 1791 af et privat interessentskab som et valseværk og en klædefabrik (det "gamle Værk"). Men den dreves med tab trods gentagne understøttelser fra regeringen, og da man forgæves havde søgt at sælge den ved auktion, overtog regeringen den i 1802, hvorefter den udvidedes betydeligt; i 1809 forandredes den til en kommis-klædefabrik til hærens forsyning, og der tilkøbtes efterhånden forskellige ejendomme, nemlig det "nye Værk", der var anlagt 1794–95 som en bomuldsfabrik, ligeledes af privatmænd, Brønsholmsdals fabrikker og Usserød vandmølle; ved reskript af 6. juli 1811 henlagdes alle værkerne under General-Land-Økonomi- og Kommercekollegiets bestyrelse; i 1814, da værket stod på sit højdepunkt, beskæftigede det over 700 arbejdere. Nogle år efter tog dog driften af; det blev efterhånden underlagt forskellige bestyrelser og indskrænkedes (1841 bortsolgtes således Brønsholms fabrikker), og endelig henlagdes det 1848 umiddelbart under Krigsministeriet; det fortsattes stadig for statskassens regning med udvidelser af bygninger og materiel (det hele jordtilliggende udgjorde omtrent 115 tønder land skyldsat til 11¾ tønder hartkorn og en produktion var omkring år 1900 årligt omtrent 125.000 alen til en værdi af omkring 550.000 kr., med henved 120 arbejdere, som foruden i munderingsklæder til hær og flåde bestod i klæde til andre myndigheder og private, samt i hestedækkener og sengetæpper.